# Léonard Nyangoma
Léonard Nyangoma est un homme politique burundais. Il est opposant au président actuel du Burundi, Pierre Nkurunziza.
Léonard Nyangoma est le créateur du Conseil national pour la défense de la démocratie-Forces de défense de la démocratie (CNDD-FDD). Il en est exclu en 1997 pour créer le Conseil national pour la défense de la démocratie (CNDD) qu'il préside actuellement[Depuis quand ?].

## Biographie
Léonard Nyangoma est né en 1952 à Rutundwe, dans la commune Songa (province de Bururi. Il a fait ses études primaires de 1960 à 1966. Entré aussitôt au secondaire, à l'École Normale de Rutovu, il obtient son diplôme d'enseignement D7 en 1974. 
De 1974 à 1975, il enseigne à l’École Normale de Rutovu. De 1975 à 1979, il fait ses études supérieures à l'Université du Burundi. À l'issue de cette formation, il obtient sa licence en sciences mathématiques. 
De 1979 à 1988, il est professeur et préfet des études au Lycée de Rutovu, son ancienne école. Là, il initie le club d'échanges et de recherches en sciences mathématiques. Ce dernier a permis à plusieurs étudiants d'acquérir des compétences utiles tant dans la poursuite de leurs études que dans leur vie professionnelle. De 1991 à 1993, il était conseiller pédagogique au BEET (Bureau d’Études de l'Enseignement Technique).

## Sources
- Stephen Smith, « Léonard Nyangoma, un ministre burundais devenu chef de maquis », Libération,‎ 19 avril 1995 (lire en ligne)